# Neoplocaederus bennigseni
Neoplocaederus bennigseni är en skalbaggsart som först beskrevs av Hermann Julius Kolbe 1897.  Neoplocaederus bennigseni ingår i släktet Neoplocaederus och familjen långhorningar. Inga underarter finns listade i Catalogue of Life.